# Parque nacional de Valle Nuevo
El Parque Nacional de Valle Nuevo es un área protegida en el centro de la República Dominicana que posee una biodiversidad única en el Caribe. Creado en 1996, está ubicado en una meseta sobre los 2 200 metros de elevación, siendo altitud máxima los 2 842 metros de elevación del extinto volcán Alto de la Bandera. Se caracteriza por albergar a una vegetación propia de la ecozona Neoártica. Valle Nuevo surgió tras el derretimiento del glaciar que ocupaba la Cordillera Central durante el Último Máximo Glacial; a la llegada de los españoles, la zona estaba cubierta de lagos de poca profundidad, según relatos del cronista español Gonzalo Fernández de Oviedo.

## Situación
Está en el centro de la República Dominicana y sus 910 kilómetros cuadrados están principalmente en la provincia de La Vega, aunque también ocupan partes de las provincias de Monseñor Nouel, San José de Ocoa y Azua. Sus límites están a 15 kilómetros de la ciudad de Constanza.
Sus altas elevaciones vierten aguas en tres cuencas hidrográficas distintas, la del Nizao, Yaque del Sur y Yuna. Una carretera sin asfaltar (la ruta 41, conocida como la Antonio Duvergé) atraviesa el parque de norte a sur.
Se considera el final sureste de la Cordillera Central dominicana, quedando sus más altas estribaciones al oriente (de 2.000 metros de altura) a 30 kilómetros del mar Caribe.

## Historia
La ganadería se practicó en la zona desde por lo menos mediados del siglo XVIII. El explorador de origen alemán y cónsul del Reino Unido Robert Schomburgk visitó la zona en 1852.
A finales de mayo de 1887, el explorador, naturista y diplomático danés Heinrich Franz Alexander von Eggers, conocido como el Barón de Eggers, documentó su viaje a Valle Nuevo.
Durante la ocupación norteamericana de 1916 a 1924, varios equipos topográficos exploraron y triangularon puntos geodésicos. Para lograr visibilidad en estos puntos, se alzaron señuelos y banderas. El Pico de Sabana Alta quedó rebautizado como Alto de la Bandera debido a estas exploraciones topográficas.
En 1937, el dictador Rafael Leónidas Trujillo construyó una casa veraniega.
En la década de 1950 se construyó la carretera que conecta la ciudad de Constanza y San José de Ocoa, siendo inaugurada en enero de 1959. Esta carretera recibió la nomenclatura de Héctor Trujillo Molina y posteriormente recibió la nomenclatura 41. Actualmente también se le conoce como Carretera Antonio Duvergé. Al lado de la carretera fue construida la Pirámide Ciclópea en el valle de los Frailes, justo en el antiguo límite municipal entre Constanza y San José de Ocoa. La pirámide consta de cuatro segmentos y está ubicada en la misma carretera, en la zona conocida como La Nevera.
En julio de 1961, la zona fue declarada vedada.

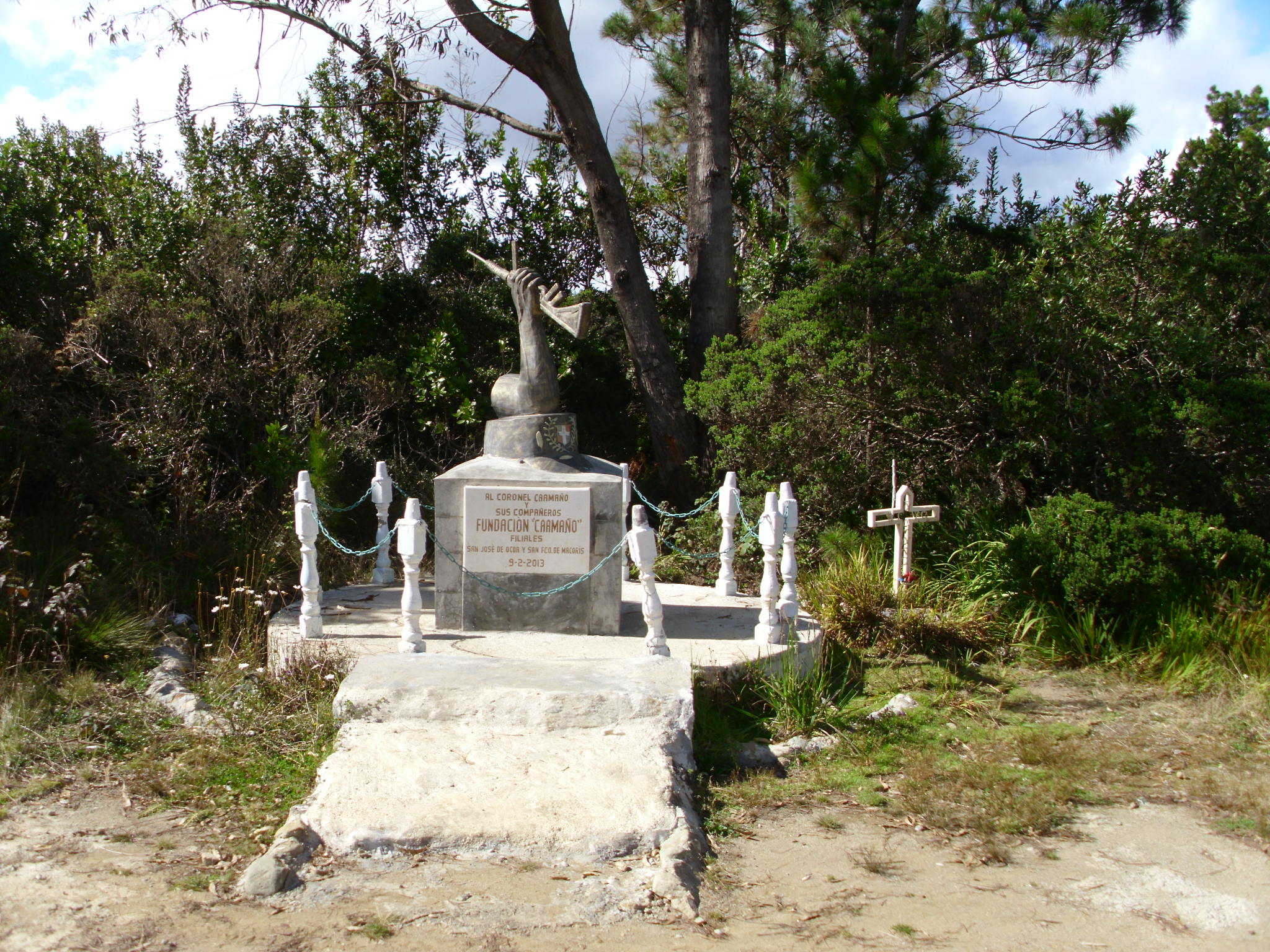
Cruze y Monumento

El 16 de febrero de 1973, el militar y guerrillero Francisco Caamaño Deñó fue fusilado dentro de los límites del parque actual, en el sector de Nizaíto. Caamaño, que había sido presidente temporal de República Dominicana, se alzó en armas contra el gobierno de Joaquín Balaguer, al cual consideraba ilegítimo. Una pequeña cruz de hierro conmemora el sitio de la ejecución.
En 2013, un pequeño monumento se colocó al lado de la cruz.
En febrero de 1983, un incendio destruyó 32 kilómetros cuadrados de bosque, en el mismo año fue declarada reserva científica. En 1996 recibió la categoría de parque nacional. El nombre oficial que recibió fue de Juan B. Pérez Rancier, aunque el mismo gobierno dominicano es ambiguo al referirse a la zona protegida como Valle Nuevo.
A partir de 2000, la recién formada Secretaría de Estado de Medio Ambiente y Recursos Naturales estableció casetas de vigilancia y despobló algunas zonas y edificaciones militares, como en Valle Nuevo, Rancho Enmedio y Sabana Quéliz. Hasta la creación de la dependencia del gobierno dominicano, la gestión y vigilancia de la zona se había llevado a cabo por el ejército dominicano.
En julio de 2014 un incendio forestal afectó gravemente el parque, consumiendo al menos una cuarta parte de su bosque.

## Ecoturismo
El Parque Nacional Juan Bautista Pérez Rancier (Valle Nuevo) tiene un alto potencial para el ecoturismo, con actividades como observación de aves, caminatas, disfrute de áreas de acampar, paisajes y vistas panorámicas. Actualmente se está trabajando realizando los estudios necesarios y el plan de manejo con un programa de uso público, para el desarrollo de las facilidades que permitan el desarrollo del ecoturismo en esta zona.
La carretera Antonio Duvergé, con un recorrido de 90 kilómetros, comunica las poblaciones de San José de Ocoa y Constanza y al mismo tiempo facilita el disfrute de paisajes, ecosistemas boscosos y especies silvestres. En el lugar denominado Valle de los Frailes se encuentran Las Pirámides, monumento (Pirámide Ciclópea) construido en conmemoración de la inauguración de la carretera Constanza a San José de Ocoa.

## Geografía

### Ríos
Varios ríos importantes nacen dentro del Parque Nacional de Valle Nuevo, incluyendo el Nizao, Grande, Cuevas, Blanco, Banilejo, Ocoa y Tireíto.

### Montañas
Dentro del parque nacional está el Alto de la Bandera, a 2.842 metros el cuarto pico más alto de la isla de Hispaniola. Otros vértices importantes son Loma del Macho, Loma Alto de Valle Nuevo, Tetero de Mejía, Tina (Pajón Blanco), Loma Adentro y Loma Cabeza del Río. En la carretera 41, el punto más alto es de 2.525 metros en las inmediaciones de Nizao (latitud 18.735547°, longitud -70.603108°).

## Clima
Debido a su altura, las temperaturas no suelen exceder los 20 °C. Mientras que en invierno suelen bajar las temperaturas a menos de los 0 °C,
a temperaturas bajo cero, siendo la segunda temperatura mínima récord de -7 °C.
En la zona se han registrado numerosas heladas y Escarcha.

El 7 de enero de 2024 se registró la temperatura mínima récord de –10 °C.    | Es importante aclarar que la medición fue hecha al nivel del suelo y no bajo los estánderes que es a 1.20 metros de altura con respecto al suelo, por lo que no es dato oficial.
En 2003 la Oficina Nacional de Meteorología (ONAMET), instaló una moderna estación meteorológica automática, la cual estuvo transmitiendo datos hasta el febrero de 2008, y recientemente se puso a funcionar a partir del mes de junio de 2010, trasmitiendo datos a cada hora de: temperatura, humedad relativa del aire, lluvia, presión barométrica, Radiación solar, y la fuerza y velocidad del viento. Estos datos pueden ser observados en la página web de la institución en tiempo real.
| Parámetros climáticos promedio de Valle Nuevo (2.260 m)                                   | Parámetros climáticos promedio de Valle Nuevo (2.260 m) | Parámetros climáticos promedio de Valle Nuevo (2.260 m) | Parámetros climáticos promedio de Valle Nuevo (2.260 m) | Parámetros climáticos promedio de Valle Nuevo (2.260 m) | Parámetros climáticos promedio de Valle Nuevo (2.260 m) | Parámetros climáticos promedio de Valle Nuevo (2.260 m) | Parámetros climáticos promedio de Valle Nuevo (2.260 m) | Parámetros climáticos promedio de Valle Nuevo (2.260 m) | Parámetros climáticos promedio de Valle Nuevo (2.260 m) | Parámetros climáticos promedio de Valle Nuevo (2.260 m) | Parámetros climáticos promedio de Valle Nuevo (2.260 m) | Parámetros climáticos promedio de Valle Nuevo (2.260 m) | Parámetros climáticos promedio de Valle Nuevo (2.260 m) |
| Mes                                                                                       | Ene.                                                    | Feb.                                                    | Mar.                                                    | Abr.                                                    | May.                                                    | Jun.                                                    | Jul.                                                    | Ago.                                                    | Sep.                                                    | Oct.                                                    | Nov.                                                    | Dic.                                                    | Anual                                                   |
| ----------------------------------------------------------------------------------------- | ------------------------------------------------------- | ------------------------------------------------------- | ------------------------------------------------------- | ------------------------------------------------------- | ------------------------------------------------------- | ------------------------------------------------------- | ------------------------------------------------------- | ------------------------------------------------------- | ------------------------------------------------------- | ------------------------------------------------------- | ------------------------------------------------------- | ------------------------------------------------------- | ------------------------------------------------------- |
| Temp. máx. abs. (°C)                                                                      | 26                                                      | 29                                                      | 32                                                      | 33                                                      | 34                                                      | 34                                                      | 33                                                      | 31                                                      | 30                                                      | 29                                                      | 28                                                      | 27                                                      | 34                                                      |
| Temp. máx. media (°C)                                                                     | 14.7                                                    | 17.0                                                    | 18.3                                                    | 19.0                                                    | 18.4                                                    | 19.0                                                    | 20.0                                                    | 20.9                                                    | 20.8                                                    | 17.1                                                    | 14.9                                                    | 16.7                                                    | 19                                                      |
| Temp. media (°C)                                                                          | 6.3                                                     | 9.1                                                     | 10.8                                                    | 11.9                                                    | 11.7                                                    | 12.4                                                    | 13.1                                                    | 16.4                                                    | 15.8                                                    | 13.9                                                    | 9.1                                                     | 7.3                                                     | 12                                                      |
| Temp. mín. media (°C)                                                                     | 0.1                                                     | 2.7                                                     | 3.9                                                     | 4.3                                                     | 6.9                                                     | 6.4                                                     | 7.1                                                     | 9.1                                                     | 8.0                                                     | 7.6                                                     | 4.0                                                     | 2.1                                                     | 5                                                       |
| Temp. mín. abs. (°C)                                                                      | -10                                                     | -2.0                                                    | -7.5                                                    | -3                                                      | 3.8                                                     | 4.1                                                     | 4.9                                                     | 5.9                                                     | 5.1                                                     | 1                                                       | -6                                                      | -7                                                      | -10                                                     |
| Fuente: Contribución al conocimiento de la dinámica del clima de la Isla de Santo Domingo |                                                         |                                                         |                                                         |                                                         |                                                         |                                                         |                                                         |                                                         |                                                         |                                                         |                                                         |                                                         |                                                         |

## Ecosistema

### Flora
En el parque se han encontrado 531 especies de plantas, de las cuales 138 son endémicas de la isla Hispaniola. 
Existen varias extensiones de pinares, dominados por el pino criollo (Pinus occidentales). Además, los bosques del nublado del Mechecito y el Pichón son palo de viento, el ébano y el cara de hombre (Haenianthus salicifolius).
También hay varias muestras de palmas y managlares.

### Fauna
Hay 66 especies de aves, 48 de mariposas, 29 de reptiles y 17 de anfibios. Dentro del parque se han reportado gatos silvestres, cuyo tamaño es ligeramente mayor que los gatos domésticos ordinarios. Hay también conejos silvestres, que se han propagado en el área de La Nevera y Sabana Quéliz.
Entre las aves endémicas tenemos la cigua palmera. Entre los reptiles y anfibios existen lagartos del género Anolis, y una gran diversidad de especies de ranas del género Eleutherodactylus, que hoy hacen del parque uno de sus últimos refugios.

### Geología
En el parque se han documentado áreas originadas en el cretáceo, zonas de origen glacial (en concreto en la zona más alta, en el Alto de la Bandera), donde hay circos, aristas, canales glaciales, morreras y represiones rellenadas por turbas.

## Explotación

### Turismo
Los atractivos turísticos incluyen el salto de Aguas Blancas (de 60 metros), la Pirámide Ciclópea, el Alto de la Bandera y el monumento a Caamaño. El centro hostelero Villa Pajón ofrece hospedaje limitado dentro de los límites del parque y el divino niño en lo alto del cerro de unos 20 m de altura.

### Impacto agrícola
Casi un 10 por ciento de la superficie del parque está dedicado a la explotación agrícola. La destrucción de áreas boscosas ha traído cambios en el microclima. Los manaclares, una base importante de la fauna, han perdido el 75 por ciento de su superficie histórica.
Hay 20 comunidades agrícolas dentro de los límites del parque, en las cuales viven unas 3.000 personas. La mayor concentración está en la zona sur, alrededor de las comunidades de La Nuez y La Horma.